# قسطنطين غرييسكو
قسطنطين غرييسكو (مواليد 24 يونيو 1945) هو ملاكم روماني، مثّل بلاده في الألعاب الأولمبية الصيفية في دورتي 1972 و1976.

## روابط خارجية
- قسطنطين غرييسكو على موقع بوكس ريك (الإنجليزية) (registration required)
- قسطنطين غرييسكو على موقع اللجنة الأولمبية الدولية (الإنجليزية)
- قسطنطين غرييسكو على موقع أوليمبيديا (الإنجليزية)